# 瓜海膽屬
瓜海膽屬（學名：Melonechinus）是一屬已滅絕的海膽，其化石主要分布在北美。牠們巨大的、幾乎為球形的體殼是由許多厚實的多邊形骨板組成的。步帶和間步帶均是由眾多的骨板柱組成的。步帶的中線形成一條突出的脊。瓜海膽生活在石炭紀海洋裡的礁石之間。

## 下属物种
本属包括以下物种：
- † Melonechinus chuseni Chao, 1942
- † Palechinus dispar (Fischer de Waldheim, 1848)
- †广西瓜海胆 Melonechinus guangxiensis He & Li, 1985
- † Melonechinus heckeri Faas, 1941
- † Melonechinus multiporus

## 外部連結
- Melonechinus （页面存档备份，存于） in the Paleobiology Database